# 维西钻地风
维西钻地风（学名：Schizophragma crassum var. hsitaoiana）为虎耳草科钻地风属下的一个变种。

## 扩展阅读
- 維基物種上的相關：维西钻地风